# Fingerlime
Fingerlime (Citrus australasica), även kallad citruskaviar, är en vinruteväxtart som beskrevs av Ferdinand von Mueller. Fingerlime ingår i släktet citrusar, och familjen vinruteväxter. Det finns inga underarter till fingerlime listade i Catalogue of Life.
Fingerlimen växer på ett taggigt, buskliknande, mindre träd som är naturligt hemmahörande i Australien. Frukterna är cylindriska och 4–8 cm långa, ibland något böjda, samt kommer i en mängd olika färgvarianter, bland annat grön, gul och orange.
Fingerlimen känns igen på att fruktköttet består av runda juicekristaller. Fruktköttet kan därigenom liknas med kaviarkorn, varför frukten även kallas citruskaviar. Genom att användas i marmelad fick fingerlime ett kommersiellt genomslag i mitten av 1990-talet. Sedan dess har frukten ökat i popularitet och den används numera på fler sätt än i marmelad, samt exporteras globalt.